# Ville de Hurstville
La ville de Hurstville (en anglais : City of Hurstville) est une ancienne zone d'administration locale de l'agglomération de Sydney, située dans l'État de Nouvelle-Galles du Sud, en Australie. Elle a existé de 1887 à 2016, date à laquelle elle est intégrée au conseil de Georges River.

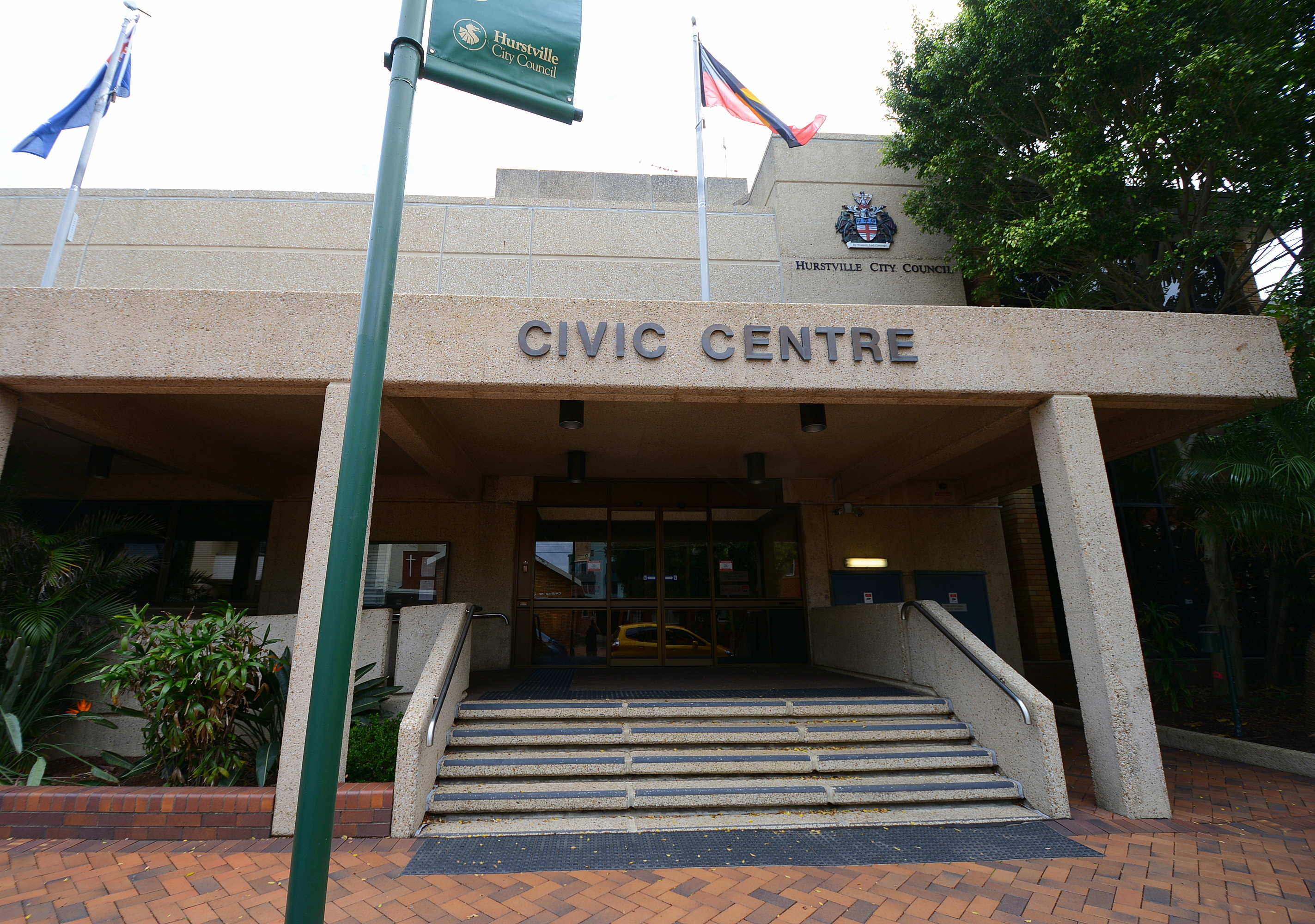
L'extension de 1982 du centre civique de Hurstville sur la rue MacMahon, à Hurstville, est maintenant le siège du conseil de Georges River.

## Géographie
La ville s'étendait sur 23 km2 dans la banlieue sud-ouest de Sydney, à environ 17 km du centre-ville.

### Quartiers
- Beverly Hills
- Hurstville
- Kingsgrove
- Lugarno
- Mortdale
- Narwee
- Oatley
- Peakhurst
- Peakhurst Heights
- Penshurst
- Riverwood
- Roselands

### Autres localités
- Boggywell Creek
- Edith Bay
- Gertrude Point
- Gungah Bay
- Westfield Hurstville
- Hurstville Bay
- Jew Fish Bay
- Jew Fish Point
- Kingsway
- Lime Kiln Bay
- Lime Kiln Head
- Oatley West
- Soilybottom Point

## Histoire
La municipalité d'Hurstville est créée le 25 mars 1887 et accède au statut de ville en 1988.
Le 12 mai 2016, la ville d'Hurstville est fusionnée avec celle de Kogarah pour former le conseil de Georges River.

## Crédit d'auteurs
- (en) Cet article est partiellement ou en totalité issu de l’article de Wikipédia en anglais intitulé « City of Hurstville » (voir la liste des auteurs).